# Opuntia ficus-indica
(Elio Vittorini, Conversazione in Sicilia)
Il fico d'India o ficodindia (Opuntia ficus-indica (L.) Mill., 1768), è una pianta succulenta appartenente alla famiglia delle Cactacee, originaria del Centroamerica ma naturalizzata in tutto il bacino del Mediterraneo, in Italia soprattutto nelle regioni centro meridionali.

## Storia

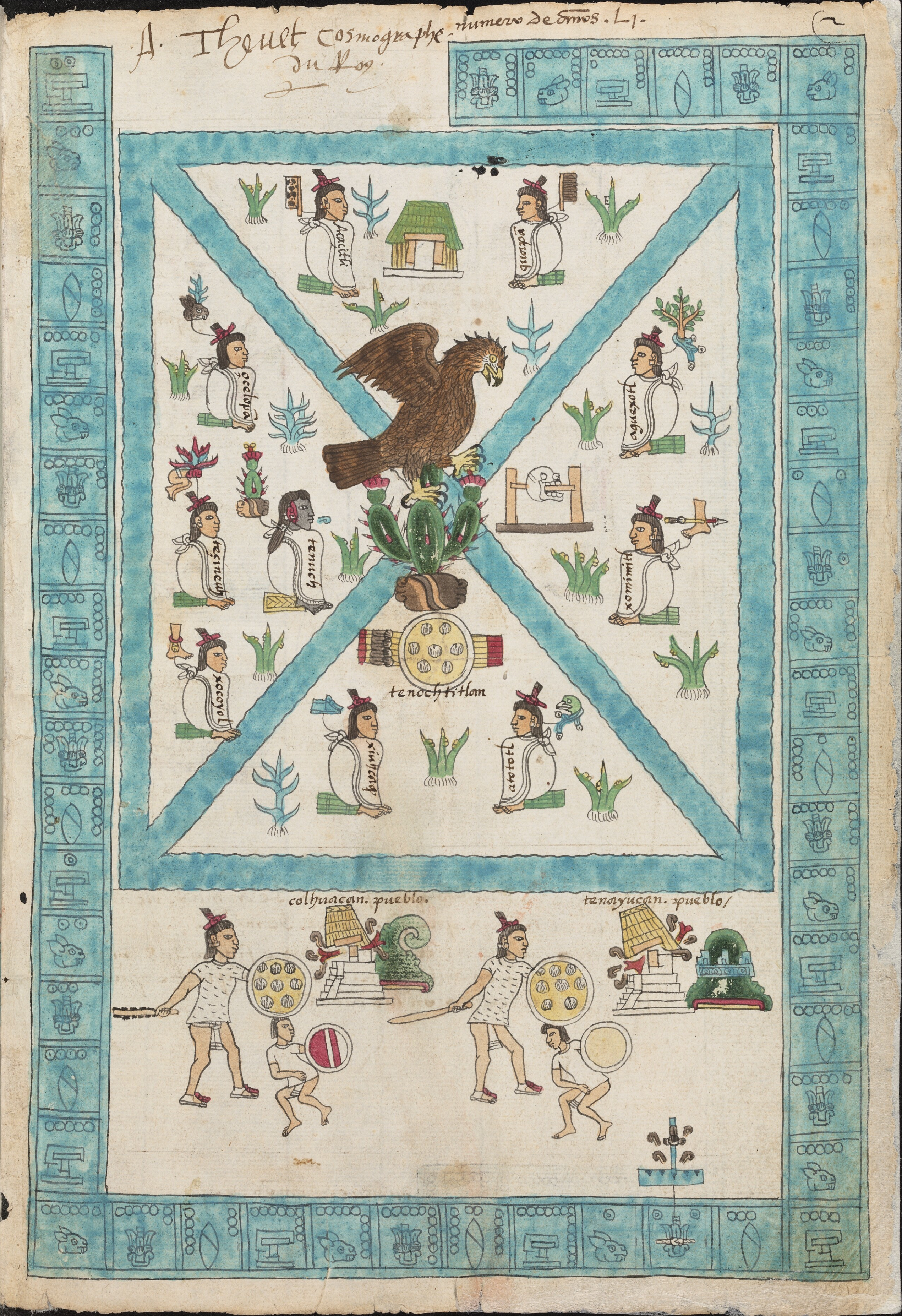
Dettaglio della prima pagina del Codice Mendoza

L'O. ficus-indica è nativa del Messico. Da qui, nell'antichità, si diffuse tra le popolazioni del Centro America che la coltivavano e commerciavano già ai tempi degli Aztechi, presso i quali era considerata pianta sacra con forti valori simbolici. Una testimonianza dell'importanza di questa pianta negli scambi commerciali è fornita dal Codice Mendoza. Questo codice include una rappresentazione di tralci di Opuntia insieme ad altri tributi quali pelli di ocelot e di giaguaro. Il carminio, pregiato colorante naturale per la cui produzione è richiesta la coltivazione dell'Opuntia, è anch'esso elencato tra i beni commerciati dagli Aztechi.
La pianta arrivò nel Vecchio Mondo verosimilmente intorno al 1493, anno del ritorno a Lisbona della spedizione di Cristoforo Colombo. La prima descrizione dettagliata risale comunque al 1535, ad opera dello spagnolo Gonzalo Fernández de Oviedo y Valdés nella sua Historia general y natural de las Indias. Linneo, nel suo Species Plantarum (1753), descrisse due differenti specie: Cactus opuntia e C. ficus-indica. Fu Miller, nel 1768, a definire la specie Opuntia ficus-indica, denominazione tuttora ufficialmente accettata.

## Descrizione

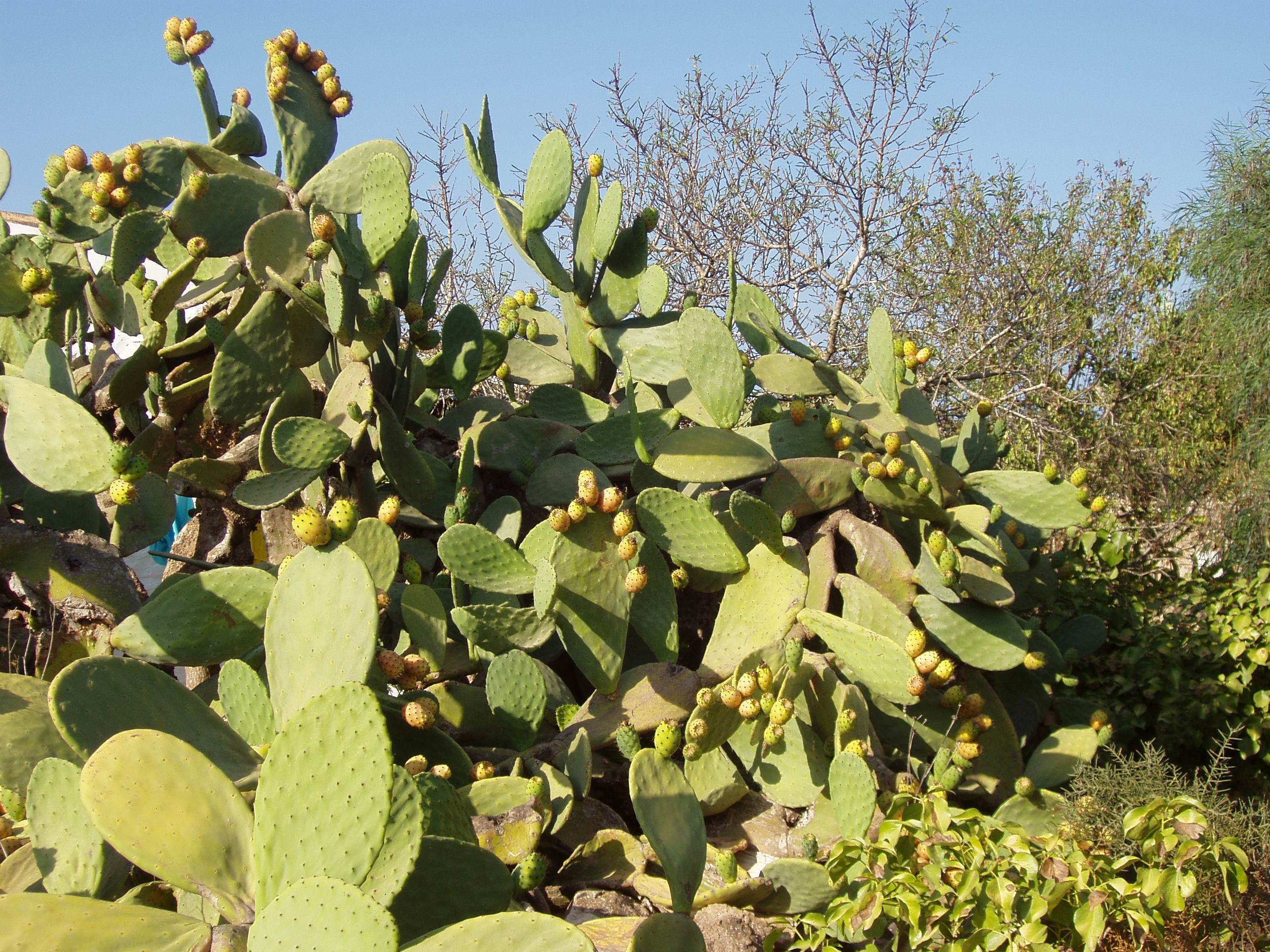
Esemplare arborescente di O. ficus-indica

È una pianta succulenta arborescente che può raggiungere i 4-5 metri di altezza.
Il fusto è composto da cladodi, comunemente denominati pale: si tratta di fusti modificati, di forma appiattita e ovaliforme, lunghi da 30 a 40 cm, larghi da 15 a 25 cm e spessi 1,5-3,0 cm, che, unendosi gli uni agli altri formano delle ramificazioni. I cladodi assicurano la fotosintesi clorofilliana, vicariando la funzione delle foglie. Sono ricoperti da una cuticola cerosa che limita la traspirazione e rappresenta una barriera contro i predatori. I cladodi basali, intorno al quarto anno di crescita, vanno incontro a lignificazione dando vita ad un vero e proprio fusto.
Le vere foglie hanno una forma conica e sono lunghe appena qualche millimetro. Appaiono sui cladodi giovani e sono effimere. Alla base delle foglie si trovano le areole (circa 150 per cladode) che sono delle ascelle modificate, tipiche delle Cactaceae.
Il tessuto meristematico dell'areola si può differenziare, secondo i casi, in spine e glochidi, ovvero può dare vita a radici avventizie, a dei nuovi cladodi o a dei fiori. Da notare che anche il ricettacolo fiorale, e dunque il frutto, è coperto da areole da cui si possono differenziare sia nuovi fiori che radici.
Le spine propriamente dette sono biancastre, sclerificate, solidamente impiantate, lunghe da 1 a 2 cm. Esistono anche varietà di Opuntia inermi, senza spine.
I glochidi sono invece sottili spine lunghe alcuni millimetri, di colore brunastro, che si staccano facilmente dalla pianta al contatto, ma essendo muniti di minuscole scaglie a forma di uncino, si impiantano solidamente nella cute e sono molto difficili da estrarre, in quanto si rompono facilmente quando si cerca di toglierle. Sono sempre presenti, anche nelle varietà inermi.
L'apparato radicale è superficiale, non supera in genere i 30 cm di profondità nel suolo, ma di contro è molto esteso.

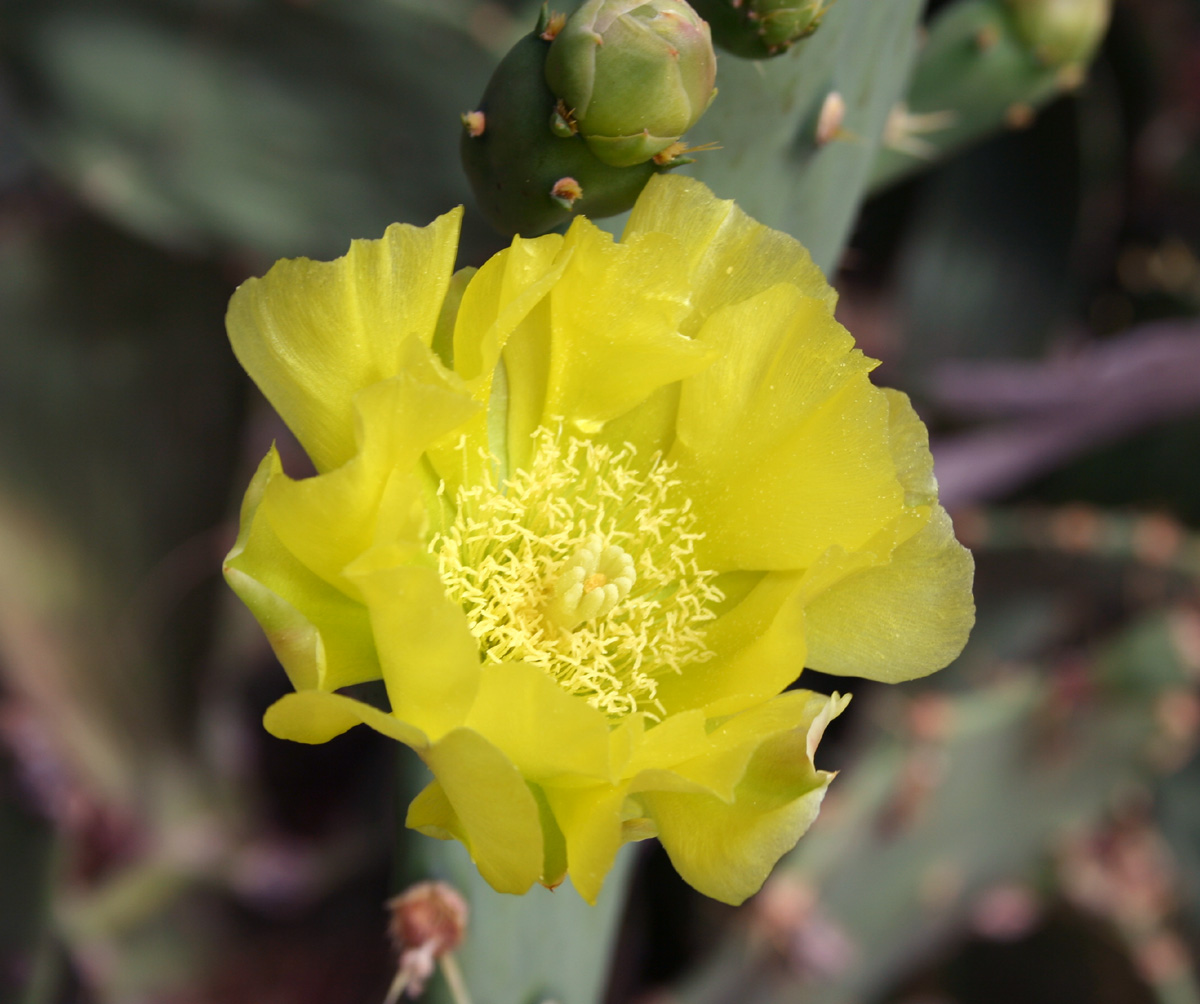
Fiore di O. ficus-indica

I fiori sono a ovario infero e uniloculare. Il pistillo è sormontato da uno stimma multiplo. Gli stami sono molto numerosi. I sepali sono poco vistosi mentre i petali sono ben visibili e di colore giallo-arancio.

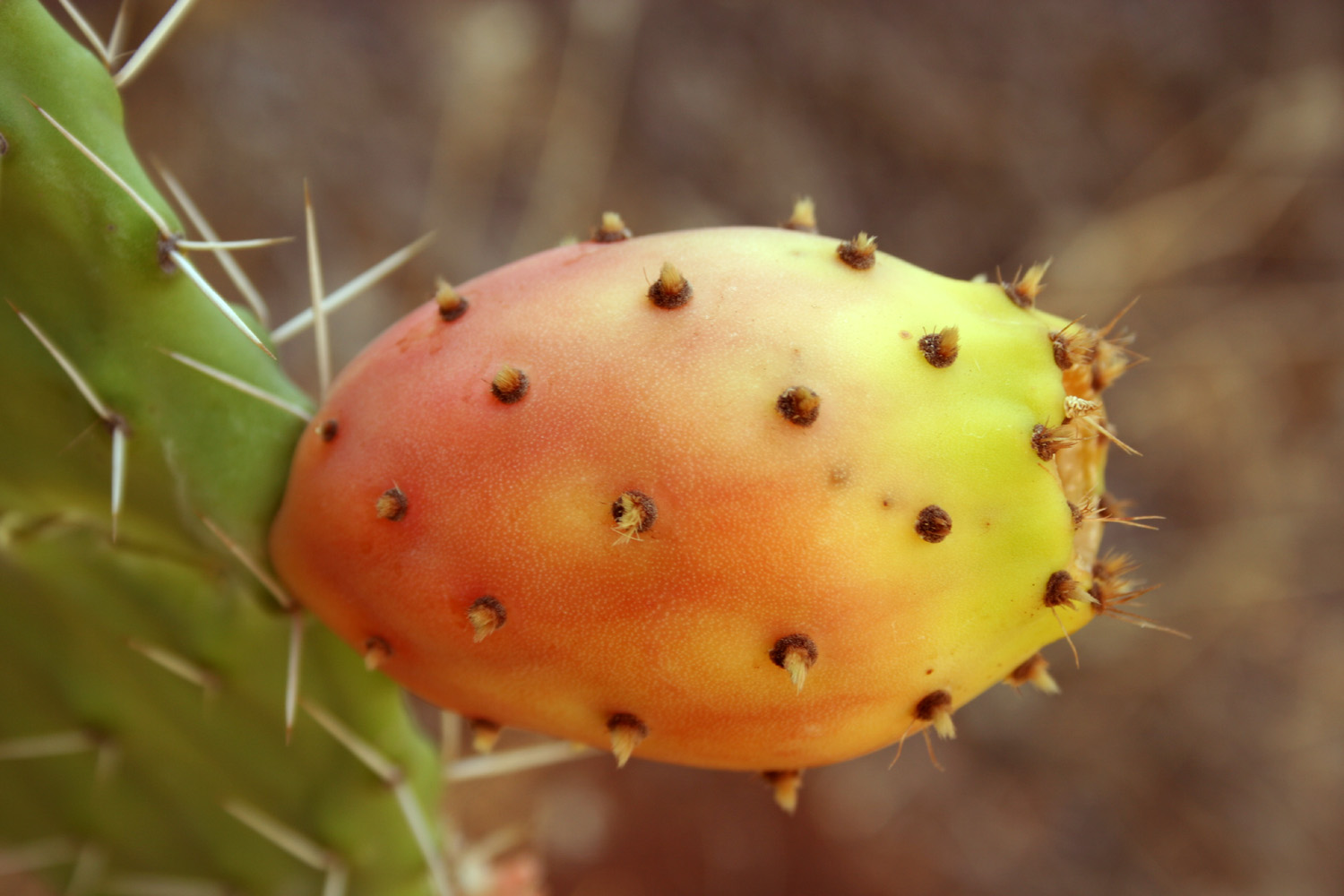
Frutto di O. ficus-indica

I fiori si differenziano generalmente sui cladodi di oltre un anno di vita, più spesso sulle areole situate sulla sommità del cladode o sulla superficie più esposta al sole. All'inizio, per ogni areola, si sviluppa un unico fiore. I fiori giovani portano delle foglie effimere caratteristiche della specie. Un cladode fertile può portare sino a una trentina di fiori, ma questo numero varia considerevolmente in base alla posizione che il cladode occupa sulla pianta, alla sua esposizione e anche in base alle condizioni di nutrizione della pianta.
Il frutto è una bacca carnosa, uniloculare, con numerosi semi (polispermica), il cui peso può variare da 150 a 400 g. Deriva dall'ovario infero aderente al ricettacolo fiorale. Certi autori lo considerano un falso arillo. Il colore è differente a seconda delle varietà: giallo-arancione nella varietà sulfarina, rosso porpora nella varietà sanguigna e bianco nella muscaredda. La forma è anch'essa molto variabile, non solo secondo le varietà ma anche in rapporto all'epoca di formazione: i primi frutti sono tondeggianti, quelli più tardivi hanno una forma allungata e peduncolata. Ogni frutto contiene un gran numero di semi, nell'ordine di 300 per un frutto di 160 g. Molto dolci, i frutti sono commestibili e hanno un ottimo sapore. Una volta sbucciati e privati delle punte si possono tenere in frigorifero e mangiare freddi.

## Distribuzione e habitat

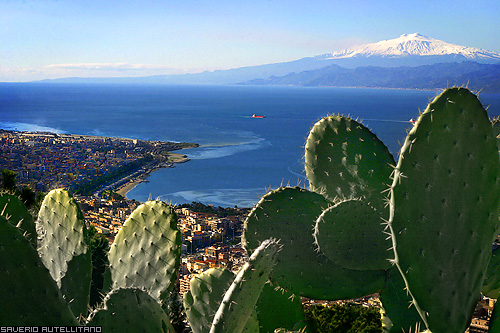
La Sicilia vista dalla Calabria con dei fichi d'India in primo piano.

Il fico d'india è una pianta xerofila ed eliofila.
Recenti studi genetici indicano che O. ficus-indica è originaria del Messico centrale. Da qui si diffuse successivamente a tutto il Mesoamerica e quindi a Cuba, Hispaniola, e alle altre isole dei Caraibi, dove i primi esploratori europei della spedizione di Cristoforo Colombo la conobbero, introducendola in Europa. È verosimile che la pianta fosse stata introdotta in Sud America in epoca precolombiana, sebbene non vi siano prove certe in tal senso; quel che sembra accertato è che la produzione del carminio, strettamente correlata alla coltivazione della Opuntia, fosse già diffusa tra gli Incas.
In Europa la pianta oltre che per i suoi frutti, suscitò attenzione quale possibile strumento per l'allevamento della cocciniglia del carminio, ma si dovette aspettare sino al XIX secolo perché il tentativo avesse successo nelle isole Canarie. Agli inizi restò pertanto una curiosità da ospitare negli orti botanici.
Da qui si diffuse rapidamente in tutto il bacino del Mediterraneo dove si è naturalizzata al punto di divenire un elemento caratteristico del paesaggio. La sua diffusione si dovette sia agli uccelli, che mangiandone i frutti ne assicuravano la dispersione dei semi, sia all'uomo, che le trasportava sulle navi quale rimedio contro lo scorbuto. In nessun'altra parte del Mediterraneo il ficodindia si è diffuso come in Sicilia e Malta, dove oltre a rappresentare un elemento costante nel paesaggio naturale, è divenuto anche un elemento ricorrente nelle rappresentazioni letterarie e iconografiche dell'isola, fino a diventarne in un certo qual modo il simbolo. Le pale raccolte in Sardegna furono portate anche in Eritrea per introdurre la coltivazione a fini alimentari. La qualità sarda tra l'altro è nota per non avere spine
Opuntia ficus-indica si espanse inoltre negli ambienti aridi e semi-aridi dell'Asia (India e Ceylon) e dell'emisfero sud, in particolare in Sudafrica, Madagascar, Réunion e Mauritius, così come in Australia. In molti di questi paesi, i fichi d'India sono diventati infestanti tanto da invadere milioni di ettari e da richiedere gran quantità di diserbanti per contenerne l'invadenza; soltanto la lotta biologica poté venirne a capo intorno al 1920-1925, con l'introduzione di insetti fitofagi come la farfalla Cactoblastis cactorum e la cocciniglia Dactylopius opuntiae.
La pianta è al giorno d'oggi coltivata in numerosi paesi, tra cui: Messico, Stati uniti, Cile, Brasile, Nord Africa, Sudafrica, Medio Oriente, Turchia, Tunisia su ampie regioni del paese. In Italia è coltivata prevalentemente in Basilicata, Sicilia, Calabria, Campania, Puglia e Sardegna ma è diffusa su tutto il litorale tirrenico fino alla Liguria.
Il carattere infestante della specie, che tende a sostituire la flora autoctona modificando il paesaggio naturale, ha messo in allerta anche alcune regioni italiane, tra le quali la Toscana, dove una legge regionale ne vieta espressamente l'uso per interventi d'ingegneria naturalistica, come il rinverdimento, la riforestazione ed il consolidamento dei terreni.

## Biologia
Opuntia ficus-indica ha una grande resistenza alla siccità (e al tempo stesso una grande produttività di biomassa) determinata dai cladodi che sono ricoperti da una spessa cuticola cerosa e dal parenchima che è costituito da strati di cellule che fungono da riserva d'acqua. Anche la presenza di radici superficiali e disposte su ampia superficie è un adattamento che consente la sopravvivenza anche in zone con precipitazioni piovose di modesta entità. La pianta inoltre, analogamente alle altre Cactacee, è dotata di un particolare metabolismo fotosintetico, denominato fotosintesi CAM (Crassulacean Acid Metabolism), che consente l'assimilazione dell'anidride carbonica e la traspirazione durante la notte, quando la temperatura è più bassa e l'umidità più alta. Le perdite di acqua per traspirazione sono conseguentemente molto ridotte, mentre la quantità di anidride carbonica assorbita è, in rapporto all'acqua disponibile, elevata. Ciò determina una maggiore efficienza d'uso dell'acqua, cioè un costo in termini di acqua necessaria per fissare una molecola di carbonio, da 3 a 5 volte più basso di quello che si registra nelle altre specie agricole.

## Coltivazione

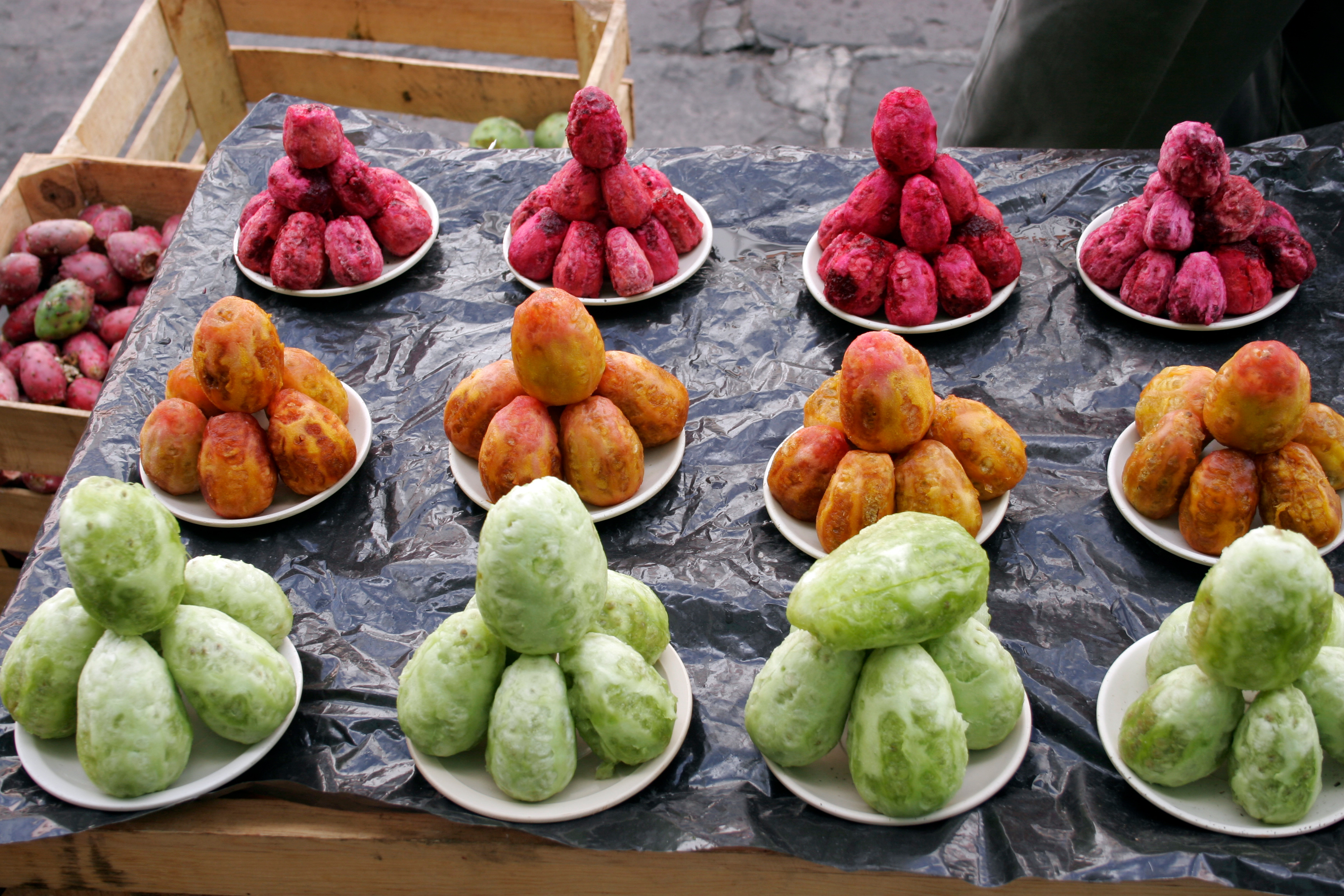
Fichi d'India in vendita ad un mercato messicano.

È una pianta resistente all'aridità che richiede temperature superiori a 0 °C, al di sopra di 6 °C per uno sviluppo ottimale. Temperature invernali prolungate al di sotto di 0 °C, pur non costituendo un fattore limitante per le piante selvatiche, deprimono l'attività vegetativa e la produttività delle piante in coltura e possono portarle al deperimento.
È una pianta molto adattabile alle diverse condizioni pedologiche. I suoli idonei alla coltura hanno una profondità di circa 20–40 cm, sono terreni leggeri o grossolani, senza ristagni idrici, e con valori di pH che oscillano tra 5.0 e 7.5 (reazione acida, neutra o leggermente subalcalina). Dal punto di vista altimetrico, le superfici destinate alla coltivazione possono andare dai 150 ai 750 metri sul livello del mare.
La propagazione si attua per talea, si preparano tagliando longitudinalmente in due parti cladodi di uno o due anni, che vengono lasciati essiccare per alcuni giorni e poi immessi nel terreno, dove radicano facilmente.
La potatura, da eseguirsi in primavera o a fine estate, serve ad impedire il contatto tra i cladodi, nonché ad eliminare quelli malformati o danneggiati. Per migliorare la resa è opportuna una concimazione fosfo-potassica, preferibilmente organica.
La tecnica della scozzolatura, il taglio cioè dei fiori della prima fioritura, da eseguirsi in maggio-giugno, consente di ottenerne una seconda fioritura, più abbondante, con una maturazione più ritardata, in autunno. In base a tale consuetudine si distinguono i frutti che maturano già in agosto, cosiddetti agostani, di dimensioni ridotte, e i tardivi o bastardoni, più grossi e succulenti, che arrivano sul mercato in autunno.
La produzione degli agostani non necessita di irrigazione, che invece è richiesta per la produzione dei bastardoni.
In coltura irrigua si può ottenere una resa di 250-300 quintali di frutto ad ettaro.
Il panorama varietale della coltura è limitato sostanzialmente a tre cultivar che differiscono per la colorazione del frutto: gialla (Sulfarina), bianca (Muscaredda) e rossa (Sanguigna). La cultivar Sulfarina è la più diffusa per la maggiore capacità produttiva e la buona adattabilità a metodi di coltivazione intensiva. In genere vi è la tendenza ad integrare la coltivazione delle tre cultivar, in modo da fornire al mercato un prodotto caratterizzato da varietà cromatica.

## Zone di produzione

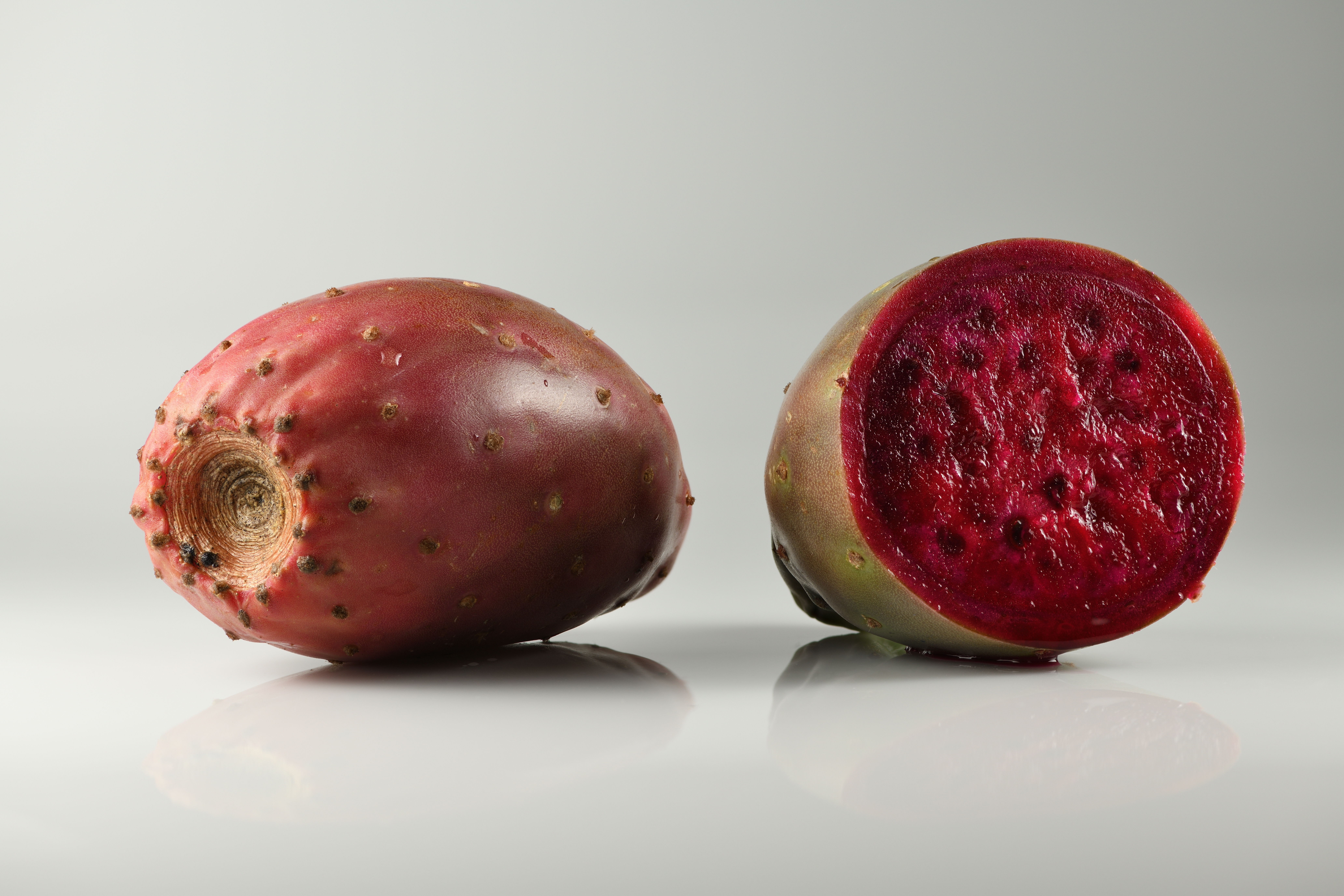
'Ruby'

Il fico d'india viene coltivato in molte aree del mondo, in alcune zone per la produzione dei frutti a fini alimentari, in altre per la coltivazione della cocciniglia del carminio, in altre ancora per il foraggio e in alcune zone anche per commercializzare le giovani pale usate come una sorta d'insalata.
Il Messico risulta principale produttore mondiale per quanto riguarda i frutti (circa 50.000-70.000 ettari a seconda della fonte) oltre a circa 10.000 ettari dedicati alla coltivazione di pale a fini alimentari.
Il Perù viene indicato come importante paese di produzione, con circa 30-40.000 ettari soprattutto produzione selvatica per la cocciniglia. La coltivazione avviene nelle valli andine principalmente delle regioni Ayacucho, Huancavelica, Apurímac, Arequipa, Ancash, Lima e Moquegua.
In Brasile si coltiva su circa 40.000 ettari prevalentemente per foraggio. In Cile la superficie è di circa 1.000 ettari.
Tra i principali paesi produttori a livello mondiale e primo a livello europeo è l'Italia, dove la produzione riguarda di fatto esclusivamente il frutto da commercializzare.
In Italia vengono prodotti da 750 000 a 900 000 quintali all'anno (periodo 1999-2010), prevalentemente nelle provincie di Catania, Caltanissetta e Agrigento. Infatti, il 90% della superficie coltivata a fico d'India è localizzata in Sicilia (800.000 quintali, 8.000 ettari), il rimanente 10% in Basilicata, Calabria (5.000 quintali, 50 ettari), Puglia (25.000 quintali, 300 ettari) e Sardegna. In Sicilia, oltre il 70% delle colture si concentrano in 3 aree: la zona collinare di San Cono, il versante sud-orientale delle pendici dell'Etna e la Valle del Belice.
In Tunisia (dove la pianta è chiamata "hindi") si stima che ci siano sui 600.000 ettari, i quali però solo in piccola parte sono utilizzati a fini commerciali, mentre la maggior parte serve per l'alimentazione animale e contro l'erosione.

Le principali regioni sono governatorati Kairouan, Kasserine (soprattutto presso Thala) e Sidi Bouzid, tra di loro confinanti. 
Nei settori (imada) El Messaid, Sayada Nord, Messiouta El Hanachir della delegazione El Alâa nella regione di Kairouan 
2.000 ettari, ovvero il 15% del territorio è ricoperto da tale pianta. 
1.200 di questi (9% del territorio) sono coltivati, gli altri sono formati da siepi, barriere o da piante presso gli edifici abitati.
Sia le piante coltivate che quelle non coltivate sono a disposizione 
per la raccolta e la trasformazione di frutti, semi, fiori e pale.
I frutti vengono venduti tradizionalmente da metà giugno fino a metà ottobre
lungo le strade. Solo negli ultimi anni il frutto ha fatto ingresso anche nella grande distribuzione.
Anche grazie agli accordi doganali tra la Tunisia e l'Unione Europea vengono esportati annualmente circa 70-80.000 tonnellate.
La produzione biologica certificata nella regione Kairouan è meno diffusa che nelle regioni Kasserine e Sidi Bouzid (situazione 2015).
In Marocco la produzione avviene su circa 120.000 ettari e coinvolge 23 varietà di Opuntia ficus-indica e 7 di Opuntia megacantha.
In Spagna, dove la pianta viene chiamata "nopal" e "higuera chumba", agli inizi del XX secolo la produzione aveva ancora una certa importanza
nelle Canarie e in diverse regioni tra le quali prevaleva l'Andalusia.
Con il passare dei decenni questa pianta ha perso la sua importanza economica nell'agricoltura spagnola: agli inizi degli anni 1950 si contavano ancora 100-300 ettari.. 
Già negli anni '70 l'Istituto nazionale di statistica non ha più rilevato il dato perché irrilevante. 

## Avversità

### Insetti

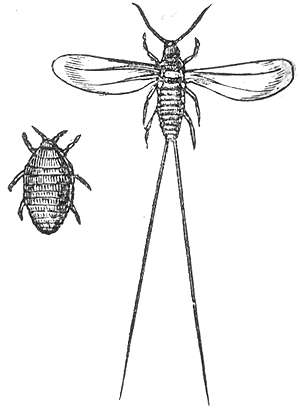
Dactylopius coccus

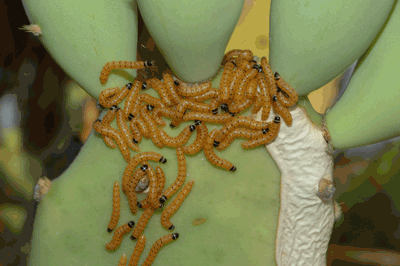
Cactoblastis cactorum

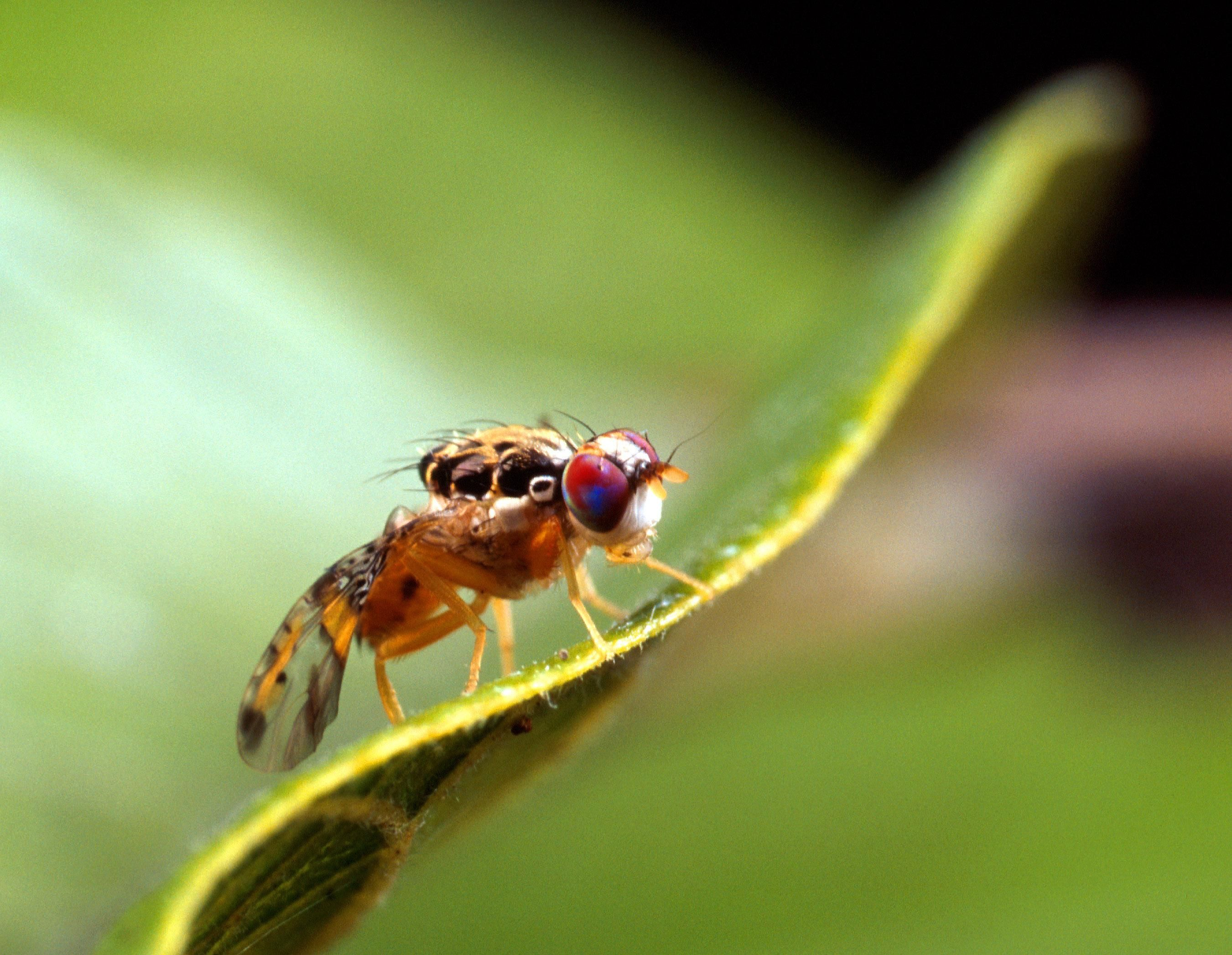
Ceratitis capitata

- Le cocciniglie del genere Dactylopius (in particolare Dactylopius coccus e Dactylopius opuntiae) sono fitofagi associati alle Cactacee del genere Opuntia. Fatta eccezione per Dactylopius coccus, considerata specie utile perché utilizzata per l'estrazione del rosso carminio e perché il fico d'India mostra una discreta tolleranza, le altre specie di Dactylopius sono dannose a causa della immissione, con la saliva, di un principio attivo fitotossico. Queste cocciniglie sono state infatti impiegate per il controllo biologico delle infestazioni di Opuntia stricta in alcune parti del mondo (Australia, Africa, India). Le cocciniglie s'insediano prevalentemente sui cladodi formando abbondanti colonie.
- La farfalla del Cactus (Cactoblastis cactorum) è un Lepidottero originario del Sudamerica (Argentina e Uruguay) diffuso ora in varie parti del mondo. Le larve, gregarie, penetrano all'interno dei cladodi scavando mine da cui fuoriescono essudati e rosura, provocando l'ingiallimento esterno. La specie, utilizzata efficacemente per il controllo biologico delle Opuntia stricta infestanti in Australia, isole Hawaii, Sudafrica, Caraibi, si sta rivelando dannosa nei confronti di diverse cactacee negli Stati Uniti d'America del sud e nell'America centrale.
- La mosca mediterranea della frutta (Ceratitis capitata) è un Dittero Tefritide originario dell'Africa e diventato cosmopolita nelle regioni tropicali e subtropicali del mondo. Estremamente polifago, nelle regioni meridionali del Mediterraneo, rappresenta uno dei più temibili agenti di danno a carico soprattutto della frutta estiva. In Italia sverna nelle regioni più calde (Sicilia, Sardegna, Italia meridionale) negli agrumi. Le generazioni presenti dalla tarda estate all'inizio dell'autunno si trovano in condizioni di scarsa disponibilità alimentare, quando la produzione di frutta estiva è in diminuzione e le produzioni agrumicole sono ancora premature, perciò gli attacchi si riversano prevalentemente sul kaki e, soprattutto, sui frutti del fico d'India. Gli attacchi si manifestano con lo sviluppo di più larve all'interno della polpa determinandone in breve tempo la marcescenza.
- Le vespe rappresentano occasionalmente altri gravi agenti di danno a carico dei frutti. Con l'apparato boccale masticatore lacerano l'epicarpo e prelevano a più riprese la polpa svuotando progressivamente il frutto. Anche il principio di attacco in ogni modo rende inutilizzabile il prodotto in quanto le ferite praticate permettono l'ingresso di agenti microbici che provocano marciumi e fermentazioni.

### Funghi
- Altre avversità a carico del fico d'India sono causate da agenti patogeni, fra i quali spiccano alcuni agenti fungini ubiquitari, agenti di marciumi alle radici (Fusarium sp. e Phytophtora sp.).
- La Botryosphaeria ribis (forma sessuata di Dothiorella ribis) è responsabile, con altre specie dello stesso genere, della formazione di lesioni umide sul fusto di varie piante. Da queste lesioni fuoriescono essudati gommosi, da cui deriva la denominazione comune di cancro gommoso attribuita a questa patologia. Gli agrumi sono le specie d'interesse agrario più colpite, ma questo fungo può causare la stessa patologia anche sul fico d'India[24]. I cancri si formano sui cladodi. In caso di attacchi gravi si ha il disseccamento dei cladodi e il progressivo deperimento delle piante.
- Fra le crittogame specifiche più frequenti in Sicilia si cita la ruggine scabbiosa, causata dal fungo Phyllosticta opuntiae.

## Usi

### Usi alimentari

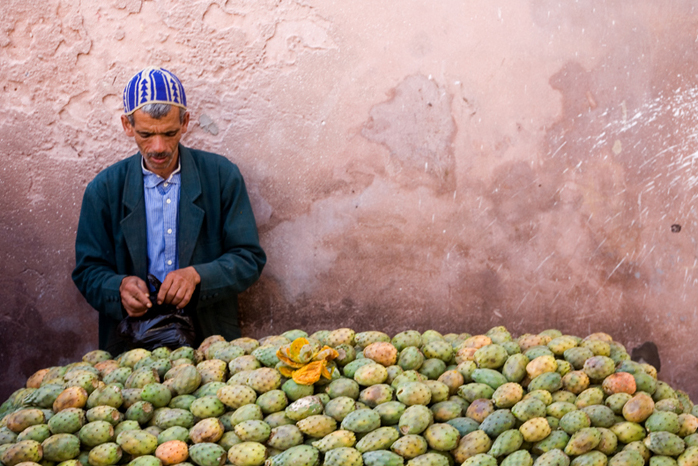
Venditore di fichi d'India in Essaouira

L'Opuntia ficus-indica, per la sua capacità di svilupparsi anche in presenza di poca acqua, si rivela una pianta di enormi potenzialità per l'agricoltura e l'alimentazione dei paesi aridi. Ha un notevole valore nutrizionale essendo ricco di minerali, soprattutto calcio e fosforo, oltreché di vitamina C.
La risorsa alimentare più pregiata è rappresentata dai frutti, chiamati fichi d'India, che oltre ad essere consumati freschi, possono essere utilizzati per la produzione di succhi, liquori, gelatine (in Sicilia p.es. detta mostarda), marmellate, dolcificanti ed altro; ma anche le pale, più propriamente i cladodi, possono essere mangiati freschi, in salamoia, sottoaceto, canditi, sotto forma di confettura. Vengono utilizzati anche come foraggio. Una farina ottenuta dalle bucce dei frutti può essere come ingrediente per la produzione di biscotti.
Se consumato in quantità eccessive può causare occlusione intestinale meccanica dovuta alla formazione di boli di semi nell'intestino crasso. Pertanto questo frutto va mangiato in quantità moderata e accompagnato da pane per impedire ai semi, durante l'assorbimento della parte polpacea, di conglobarsi e formare i "tappi" occlusivi. Per analogo motivo è sconsigliato questo frutto alle persone affette da diverticolosi intestinale. Questo problema è lo sfondo di una poesia di Giuseppe Coniglio, poeta di Pazzano, nel libro A terra mia.
Peculiari della tradizione messicana sono il miel de tuna, uno sciroppo ottenuto dall'ebollizione del succo, il queso de tuna, una pasta dolce ottenuta portando il succo alla solidificazione, la melcocha, una gelatina ricavata dalle mucillagini dei cladodi, ed il colonche una bevanda fermentata a basso tenore alcolico.
In Sicilia si produce tradizionalmente uno sciroppo, ottenuto concentrando la polpa privata dei semi, del tutto simile come consistenza e gusto allo sciroppo d'acero, ed utilizzato nella preparazione di dolci rustici. È utilizzato anche come infuso per un liquore digestivo.
La produzione di cladodi a scopo alimentare è ottenuta da varietà a basso tenore in mucillagini selezionate in Messico. Le pale del fico d'India (nopales), spinate accuratamente e scottate su piastre arroventate di pietra o di ferro, fanno parte delle abitudini alimentari del Messico, così come di altri paesi latinoamericani. Non è difficile trovarne nei mercati rionali già pronte all'uso o vendute dagli ambulanti per le strade, insieme a crema di fagioli, mais e cipolla.

#### Riconoscimenti
La diffusione capillare in Sicilia, lo storico e ampio uso che se ne fa nella cucina siciliana hanno portato il ficodindia generico (Opuntia ficus-indica) ad essere inserito nella lista dei prodotti agroalimentari tradizionali italiani (P.A.T) del Ministero delle politiche agricole alimentari e forestali (Mipaaf) come prodotto tipico siciliano. 
Su proposta della Regione Siciliana sono stati riconosciuti anche i seguenti prodotti tradizionali come eccellenze specifiche del territorio:
- Ficodindia della valle del Belice
- Ficodindia della valle del Torto
- Ficodindia di San Cono
- Bastarduna di Calatafimi

Il ficodindia di San Cono e il ficodindia dell'Etna sono inoltre riconosciuti come prodotti a Denominazione di origine protetta (DOP).

### Usi terapeutici
Nella medicina popolare:
- i frutti sono considerati astringenti; per la loro ricchezza in vitamina C sono stati usati in passato dai naviganti per la prevenzione dello scorbuto
- i giovani cladodi, riscaldati al forno, vengono utilizzati come emollienti, applicati in forma di cataplasma.
- l'applicazione diretta della "polpa" dei cladodi su ferite e piaghe costituisce un ottimo rimedio antiflogistico, riepitelizzante e cicatrizzante su ferite e ulcere cutanee; è un vecchio rimedio della tradizione siciliana, utilizzato ancor oggi nella cultura contadina isolana
- il decotto di fiori ha proprietà diuretiche.

Evidenze mediche recenti:
- i frutti di O. ficus-indica hanno marcate proprietà antiossidanti[30].
- l'efficacia di un estratto di O. ficus-indica nella cura dei postumi della intossicazione alcolica è stata dimostrata in uno studio clinico controllato randomizzato[31].
- La notevole concentrazione della frazione polisaccaridica presente nei cladodi del ficodindia, così come in altre specie di Opuntia, costituita prevalentemente da un polimero di galattosio, arabinosio e altri zuccheri denominato opuntiamannano,comporta la capacità di legare i grassi e gli zuccheri ingeriti (resi pertanto non assorbibili); con risultati positivi sul metabolismo glico-lipidico e nella sindrome metabolica.[senza fonte]
- le mucillagini e le pectine presenti nei cladodi di O. ficus-indica hanno dimostrato un effetto gastroprotettivo negli animali da esperimento[32].

### Altri usi

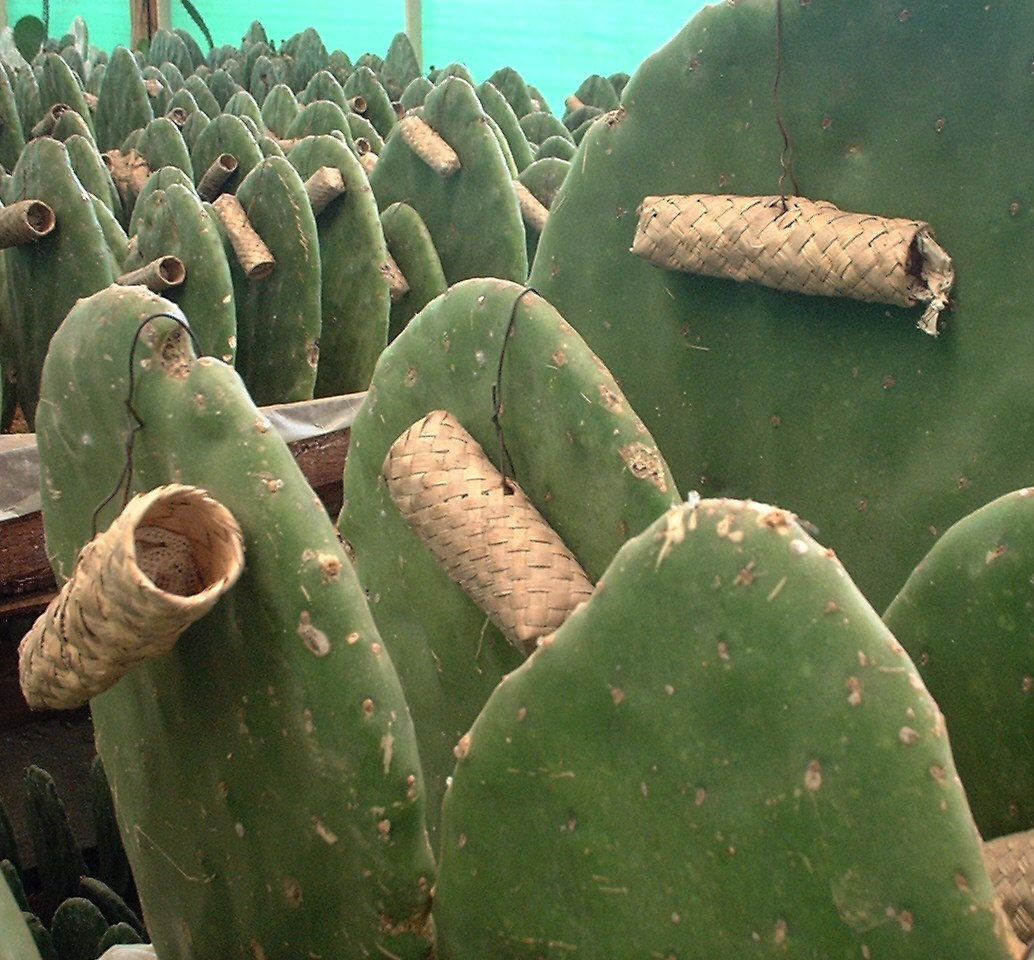
Allevamento di Dactylopius coccus

- In Messico la O. ficus-indica è utilizzata per l'allevamento del Dactylopius coccus, una cocciniglia che parassita i cladodi, da cui si ricava un pregiato colorante naturale, il carminio. I tentativi di importare l'allevamento anche nel Mediterraneo non hanno avuto successo per l'evenienza, nei mesi invernali, di temperature eccessivamente basse e di piogge frequenti che impediscono la sopravvivenza dell'insetto. L'allevamento si è affermato, invece, nelle Isole Canarie, soprattutto nell'isola di Lanzarote, dove costituisce una fiorente attività economica.
- In agronomia è utile per la difesa del suolo, per la realizzazione di siepi frangivento, per la pacciamatura, per la produzione di compost.
- In cosmetica viene utilizzata per la produzione di creme umettanti, saponi, shampoo, lozioni astringenti e per il corpo, rossetti.
- È utilizzata inoltre per la produzione di adesivi e gomme, fibre per manufatti e carta.
- Dai semi viene estratto l'olio
- Viene anche utilizzata per produrre miele.

## Il ficodindia nella cultura

Stemma messicano

- A testimonianza di quanto il fico d'India sia legato, nell'immaginario collettivo, alla Sicilia, vale la pena citare un aneddoto (riportato nel libro di Barbera e Inglese Ficodindia - v. bibliografia) secondo il quale Natale Giaggioli, storico fotoreporter palermitano, constatando la propensione dei grandi quotidiani a pubblicare foto di omicidi solo se sullo sfondo si intravedeva un fico d'India, se ne portava sempre uno di cartapesta nel bagagliaio dell'auto, tirandolo fuori quando arrivava sulla scena del delitto.
- In Eritrea la pianta è arrivata con la colonizzazione italiana nella seconda metà dell'Ottocento. Oggi è infestante di intere montagne dell'altipiano e costituisce una fonte di nutrimento molto importante per la popolazione, i frutti vengono raccolti nelle campagne dai ragazzini, che poi li rivendono sui marciapiedi delle città e lungo le strade. Il periodo di maggior raccolta è tra la fine di luglio e nel mese di agosto, periodo che coincide con il ritorno degli emigrati all'estero che vengono chiamati in tigrino beles, come i frutti della pianta.
- Il fico d'India (assieme all'agave, altra specie messicana) compare sempre negli esterni dei film sulla vita di Gesù, come elemento caratteristico della flora della Palestina di quei tempi. Questo incredibile anacronismo è costante. Per tutti si veda il Gesù di Nazareth di Zeffirelli.

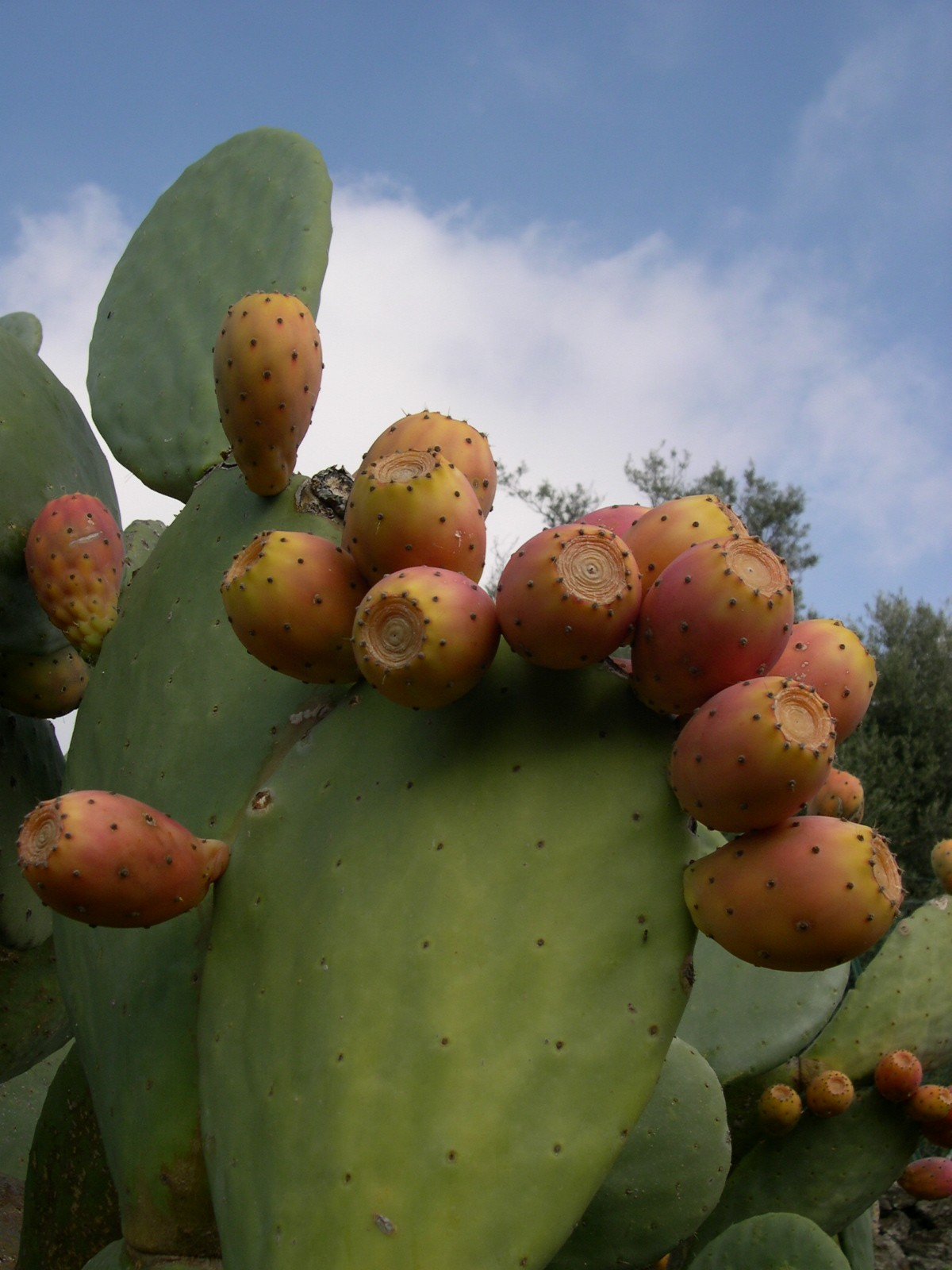

- In Sicilia viene utilizzato come alimento prezioso per l'inizio della giornata lavorativa del contadino, soprattutto nella stagione della vendemmia; in tutta l'Isola (da San Cono (CT) alle pendici dell'Etna, dal nisseno fino all'agrigentino) è tradizione infatti consumare fichidindia durante la colazione: costume che deriva dall'antica usanza del proprietario della vigna che donava senza parsimonia questi dolci frutti ai suoi vendemmiatori per impedire che mangiassero troppa uva durante il raccolto, anche a scapito talvolta di problemi intestinali.[33]
- Il nome della antica capitale imperiale mexica Mexhico-Tenochtitlan (la odierna Città del Messico) deriva da nocthli, il nome in lingua náhuatl del frutto del ficodindia, e significa letteralmente luogo del ficodindia su una roccia.
- Il fico d'India compare sullo stemma della bandiera messicana.
- Le pale e i frutti del fico d'India sono immortalate nella Fontana dei Quattro Fiumi di Gian Lorenzo Bernini, a Roma .
- Nel campo delle arti figurative il fico d'India appare in opere di Bruegel il Vecchio , Frida Kahlo , Man Ray, Roy Lichtenstein, Tina Modotti.
- Fichidindia (1956) è il titolo di una raccolta di poesie di Vann'Antò.
- Fico d'India (1980) è il titolo di un film di Steno, con Diego Abatantuono e Gloria Guida.
- I Fichi d'India sono un duo comico originario di Varese, composto da Bruno Arena e Massimiliano Cavallari.